# Ayo Dosunmu
Pour les articles homonymes, voir Dosunmu (homonymie).
Quamdeen "Ayo" Dosunmu, né le 17 janvier 2000 à Chicago, Illinois, est un joueur américain de basket-ball évoluant au poste d'arrière voire de meneur et mesurant 1,92 m.

## Biographie

### Carrière universitaire
Entre 2018 et 2021, il joue pour les Fighting Illini de l'Illinois.
Le 6 avril 2021, il annonce qu'il se présente à la draft.

### Carrière professionnelle

#### Bulls de Chicago (depuis 2021)
Le meneur d'Illinois est drafté en 38e position par les Bulls de Chicago, sa ville de naissance. Il y signe un contrat le 18 août 2021.

## Palmarès

### Université
- Consensus first-team All-American en 2021.
- Bob Cousy Award en 2021.
- 2× First-team All-Big Ten – Media en 2020 et 2021
- First-team All-Big Ten – Coaches en 2021.
- Second-team All-Big Ten – Coaches en 2020.
- Big Ten All-Freshman Team en 2019.
- Big Ten Tournament MOP en 2021.

### NBA
- NBA All-Rookie Second Team en 2022.

## Statistiques

### Universitaires
Les statistiques d'Ayo Dosunmu en matchs universitaires sont les suivantes :
| Saison    | Équipe   | Matchs | Titul. | Min./m | % Tir | % 3pts | % LF | Rbds/m. | Pass/m. | Int/m. | Ctr/m. | Pts/m. |
| --------- | -------- | ------ | ------ | ------ | ----- | ------ | ---- | ------- | ------- | ------ | ------ | ------ |
| 2018-2019 | Illinois | 32     | 32     | 31,2   | 43,6  | 35,2   | 69,5 | 4,00    | 3,25    | 1,25   | 0,25   | 13,81  |
| 2019-2020 | Illinois | 30     | 30     | 33,6   | 48,4  | 29,6   | 75,5 | 4,33    | 3,33    | 0,83   | 0,20   | 16,60  |
| 2020-2021 | Illinois | 28     | 28     | 35,2   | 48,8  | 38,6   | 78,3 | 6,32    | 5,25    | 1,11   | 0,21   | 20,14  |
| Carrière  | Carrière | 90     | 90     | 33,2   | 47,1  | 34,4   | 75,0 | 4,83    | 3,90    | 1,07   | 0,22   | 16,71  |

### Professionnelles

#### Saison régulière
| Saison    | Équipe   | Matchs | Titul. | Min./m | % Tir | % 3pts | % LF | Rbds/m. | Pass/m. | Int/m. | Ctr/m. | Pts/m. |
| --------- | -------- | ------ | ------ | ------ | ----- | ------ | ---- | ------- | ------- | ------ | ------ | ------ |
| 2021-2022 | Chicago  | 77     | 40     | 27,4   | 52,0  | 37,6   | 67,9 | 2,78    | 3,32    | 0,78   | 0,38   | 8,82   |
| 2022-2023 | Chicago  | 80     | 51     | 26,2   | 49,3  | 31,2   | 80,5 | 2,75    | 2,58    | 0,78   | 0,33   | 8,59   |
| 2023-2024 | Chicago  | 76     | 37     | 29,1   | 50,1  | 40,3   | 81,0 | 2,84    | 3,18    | 0,89   | 0,47   | 12,16  |
| 2024-2025 | Chicago  | 46     | 26     | 30,3   | 49,2  | 32,8   | 78,5 | 3,50    | 4,52    | 0,93   | 0,39   | 12,30  |
| Carrière  | Carrière | 279    | 154    | 28,0   | 50,2  | 36,1   | 77,3 | 2,91    | 3,27    | 0,84   | 0,39   | 10,24  |

#### Playoffs
| Saison   | Équipe   | Matchs | Titul. | Min./m | % Tir | % 3pts | % LF  | Rbds/m. | Pass/m. | Int/m. | Ctr/m. | Pts/m. |
| -------- | -------- | ------ | ------ | ------ | ----- | ------ | ----- | ------- | ------- | ------ | ------ | ------ |
| 2022     | Chicago  | 5      | 1      | 17,2   | 30,8  | 23,1   | 100,0 | 2,60    | 2,20    | 0,20   | 0,00   | 4,00   |
| Carrière | Carrière | 5      | 1      | 17,2   | 30,8  | 23,1   | 100,0 | 2,60    | 2,20    | 0,20   | 0,00   | 4,00   |

## Records sur une rencontre en NBA
Les records personnels de Ayo Dosunmu en NBA sont les suivants, :
| Type de statistique        | Saison régulière | Saison régulière            | Saison régulière | Playoffs | Playoffs             | Playoffs      |
| Type de statistique        | Record           | Adversaire                  | Date             | Record   | Adversaire           | Date          |
| -------------------------- | ---------------- | --------------------------- | ---------------- | -------- | -------------------- | ------------- |
| Points                     | 35               | @ Rockets de Houston        | 21 mars 2024     | 8        | 2 fois               | 2 fois        |
| Paniers marqués            | 14               | Wizards de Washington       | 16 mars 2024     | 3        | 2 fois               | 2 fois        |
| Paniers tentés             | 22               | Wizards de Washington       | 16 mars 2024     | 11       | @ Bucks de Milwaukee | 27 avril 2022 |
| Paniers à 3 points réussis | 5                | 4 fois                      | 4 fois           | 2        | Bucks de Milwaukee   | 24 avril 2022 |
| Paniers à 3 points tentés  | 9                | 2 fois                      | 2 fois           | 5        | Bucks de Milwaukee   | 24 avril 2022 |
| Lancers francs réussis     | 5                | 4 fois                      | 4 fois           | 1        | @ Bucks de Milwaukee | 27 avril 2022 |
| Lancers francs tentés      | 7                | @ Timberwolves de Minnesota | 10 avril 2022    | 1        | @ Bucks de Milwaukee | 27 avril 2022 |
| Rebonds offensifs          | 4                | @ Hawks d'Atlanta           | 26 décembre 2023 | 2        | Bucks de Milwaukee   | 22 avril 2022 |
| Rebonds défensifs          | 10               | @ Grizzlies de Memphis      | 19 mars 2022     | 2        | 4 fois               | 4 fois        |
| Rebonds totaux             | 10               | 2 fois                      | 2 fois           | 4        | Bucks de Milwaukee   | 22 avril 2022 |
| Passes décisives           | 14               | @ Pacers de l'Indiana       | 14 février 2022  | 5        | Bucks de Milwaukee   | 22 avril 2022 |
| Interceptions              | 5                | Cavaliers de Cleveland      | 31 décembre 2022 | 1        | Bucks de Milwaukee   | 24 avril 2022 |
| Contres                    | 3                | 3 fois                      | 3 fois           | -        | -                    | -             |
| Balles perdues             | 7                | @ Timberwolves de Minnesota | 10 avril 2022    | 2        | Bucks de Milwaukee   | 22 avril 2022 |
| Minutes jouées             | 48               | Cavaliers de Cleveland      | 28 février 2024  | 29       | Bucks de Milwaukee   | 24 avril 2022 |

- Double-double : 6
- Triple-double : 1

Dernière mise à jour : 5 décembre 2024